# Plundered Hearts
Plundered Hearts est un jeu vidéo de fiction interactive conçu par Amy Briggs et publié par Infocom à partir de 1987 sur Amiga, Apple II, Atari 8-bit, Atari ST, Commodore 64, DOS et Apple Macintosh. Le jeu se déroule dans un contexte historique et est la seule fiction interactive du studio à avoir pour thème une histoire d’amour. Le jeu s'est vendu à plus de 15 000 exemplaires sur la période 1987-1988.